# Чемпіонат Швеції з бенді 1917
 Чемпіонат Швеції з бенді: 1917 — 11-й сезон турніру з хокею з м'ячем (бенді), який проводився за кубковою системою. 
Переможцем змагань став клуб  ІФК Уппсала.

## Турнір

### Чвертьфінал
- ІФК Уппсала - «Марієбергс» ІК (Стокгольм)  8-0
- «Юргорден» ІФ (Стокгольм) - «Гаммарбю» ІФ (Стокгольм)  3-1
- АІК Стокгольм - «Юганнесгоф» ІФ (Стокгольм)  8-4
- ІК «Сіріус» (Уппсала) - ІФК Стокгольм  3-2

### Півфінал
- ІФК Уппсала - «Юргорден» ІФ (Стокгольм)  7-2
- АІК Стокгольм - ІК «Сіріус» (Уппсала)  4-3

### Фінал
12 лютого 1917, Стокгольм
- ІФК Уппсала -  АІК Стокгольм  11-2